# Centris laticincta
Centris laticincta är en biart som först beskrevs av Maximilian Spinola 1841.  Centris laticincta ingår i släktet Centris och familjen långtungebin. Inga underarter finns listade.